# Communion (película)
Communion es una película de suspense/terror basada en el libro homónimo del escritor Whitley Strieber. Protagonizada por Christopher Walken y Frances Sternhagen, cuenta la historia de una familia que experimenta un fenómeno extraterrestre durante unas vacaciones en un lugar remoto. Según Strieber, la historia es una recopilación de su propio encuentro con "visitantes". Walken interpreta al autor.